# Gumsansholmen
Gumsansholmen (på kartan felaktigt: Gumsholmen) är en mindre ö som hör till byn Granboda i Föglö kommun på Åland, känd framför allt som plats för den sista avrättningen på Åland 1822. En piga vid namn Gustava Johansdotter, som hade tjänat i Granboda, halshöggs och brändes på bål för att ha mördat sina tre barn.
Gumsansholmen är några hundra meter från strand till strand och når inte mer än några meter över havsytan. Den har genom landhöjningen växt samman med ön Degerö. 
Avrättningsplatsen är klassad som fornminne (Fö 9.1). På norra delen av Gumsansholmen finns ”en mängd sentida husgrunder”, enligt formlämningsregistret. En del är säkert rester av det torp som fanns på holmen innan avrättningen.

## Avrättningen
Gustava Johansdotter (1792–1822) var född i Tenala i Nyland. Hon inflyttade 1816 från Korpo söder om Åbo till Föglö och arbetade som piga på olika gårdar. Under tiden fick hon tre barn: en dotter Maria Lovisa 1816 som dog knappt två månader gammal, en son Kristofer 1818, död en månad gammal, samt slutligen dottern Anna, född den 13 april 1820, som dog efter bara en vecka. Omständigheterna kring yngsta dotterns död var så oklara att provinsialläkaren fick uppdraget att obducera den lilla kroppen. Han fann att barnet hade förgiftats med ”spanskgröna” (kopparacetat), ett giftigt ämne som ibland används till färgning. 
Rättegången mot Gustava Johansdotter inleddes den 31 maj 1820 i Degerby. Först nekade hon styvnackat, men några dagar efter midsommar erkände Gustava – badande i tårar – att hon dödat alla tre sina barn. De två första hade hon kvävt genom att sticka fingrarna i halsen på dem. Domen föll den 27 juni. Hon skulle mista högra handen och huvudet och brännas på bål. Avrättning skulle ske på Gumsansholmen, då ännu en skild holme, tillhörande Granboda. Gustava fick tillbringa nästan två år i häktet i Kastelholm innan ryske kejsaren, Alexander I, behandlade och avslog hennes nådeansökan.
Den 24 februari 1822 överfördes den dödsdömda till länsmansgården i Degerby där hon förvarades i en vindskammare som fungerade som fångrum. Socknens bönder kallades att i tur och ordning vakta henne. I en bjälke i kammaren finns ovanför dörren ett antal ristade streck, som Gustava påstås ha gjort i väntan på avrättningen.
Avrättningen skedde den 13 mars 1822 och torde ha varit ett evenemang av första rangen. Bland annat kallades socknens samtliga hemmansåbor genom kungörelse till förrättningen och tillsammans med alla skådeslystna blev publiken säkert ansenlig. Gustava anlände till holmen i en av de två storbåtar myndigheterna rekvirerat. Båtarna var bemannade med Sonboda, Finholma, Degerby och Wästra sockens hemmansåboar. Sällskapet skred sedan under psalmsång upp mot avrättningsplatsen. Socknens kyrkoherde biträdd av de två kaplanerna anförde tåget. Bålet var uppbyggt av tallved och för att snabbt få fyr hade man varvat veden med en sönderplockad gammal bod och fyra nästan tomma tjärtunnor. Gustava fick klättra upp på bålet, domen lästes upp ännu en gång och en vit halsduk av bomull bands för hennes ögon. Först kommenderas hon att lägga höger hand på stupstocken. När bilan skilt handen från kroppen ropade hon med darrande röst: ”Aj, Jesus skynd er!” Så fick hon lägga huvudet på stupstocken. När skarprättaren skulle utföra halshuggningen tog vinden tag i Gustavas huvudduk och skymde halsen så att det första hugget misslyckades. Efter det andra hugget var pinan slut.
Enligt traditionen skall en gammal kökargubbe ha försökt samla upp litet av den avrättades blod i en kaffekopp för att få bot för sin fallandesjuka (epilepsi) men jagats bort med käppen av kronofogden Taxell. Efteråt skall bygdens folk ha berättat om spökeldar som lyst på holmen om nätterna och hur man då kunnat se avrättningen äga rum på nytt.

## Bebyggelsen
Gumsansholmen var i början av 1800-talet bebodd av en torparfamilj: Daniel Henriksson Holmberg (1768–1819) och hans hustru Stina Johansdotter (1770–1819) och deras många barn. Han var bondson från Granboda, äldre brodern Mats Henriksson hade tagit över hemgården. Som yngre bror hade Daniel tydligen fått tillåtelse att sätta upp ett torp på byns mark och valt (eller blivit anvisad) den avlägset liggande Gumsansholmen. Makarna avled med en dryg månads mellanrum sensommaren 1819 av "frossa" och "augustifebern", benämningar som användes om malaria, ett gissel särskilt i skärgårdstrakter på den tiden.
Bouppteckning efter paret upprättades i november 1819 och ger oss en sannolik förklaring till att de bosatte sig på Gumsansholmen. De ägde en ansenlig mängd fiskredskap, skötar, nät och ryssjor, och även redskap för att tillverka laggkärl, som bandhake och laggjärn. För den som ägnade sig åt fiske i Granboda var Gumsansholmen en väl vald plats. I bouppteckningen räknas också husen på torpet upp. En boningsstuga med förstuga, en kammare, ett fähus med låna, en par lador och en badstuga. De rester av hus som nämns i fornlämningsregistret (Fö 9.1) är sannolikt lämningar efter dessa byggnader. 
Efter makarnas död togs de yngsta barnen om hand av bönderna i Granboda, som i utbyte fick nyttja Gumsansholmen och den åkerlapp som hörde till torpet. I bouppteckningen nämns att bonden Mats Mattsson i Granboda (brorson till Daniel) hade ägnat nio dagar åt att transportera egendomen ”från Gumsansholmen till Granboda”. Det skedde hösten 1819. Därmed avvecklades sannolikt torpet.
När Gustava Johansdotter avrättades på platsen några år senare fanns helt säkert inga invånare. Sannolikt förblev holmen obebodd också senare.

## Ortnamnet
På 1774 års karta över byn Granboda, upprättad av lantmätaren Adolph Robert Helleday, kallas holmen Gomsansholm på kartan och Gumsansholm i texten till kartan. Den var då kringfluten och användes som kalvbete under början på sommaren (den tid då ängen växer). I bouppteckningen 1819 (se ovan) används däremot den bestämda formen Gumsansholmen, medan på en rysk karta från 1870 skrivs Gumsansholm.
När läraren Rudolf Dahlgren (1895–1960), född och uppvuxen i Degerby, grannby till Granboda, skrev om avrättningen 1950 i hembygdsboken Föglö kallar han  holmen konsekvent Gumsansholmen utan att nämna några alternativa namnformer. Den hade varit en skild ö men är nu fasthängande vid Degerölandet i norr, förklarar han, och fortsätter: ”Holmen tillhör Granboda by och ligger söder om det s.k. Ämbarsundsfaret SO om Sandö.” 
Att holmen på de detaljerade kartor som då fanns att tillgå sedan flera decennier gick under namnet Gumsenholmen nämner inte Dahlgren, antagligen för att han ansåg kartorna fel. Kartnamnet ändrades omkring 1970 till Gumsholmen, en namnform som fortfarande återfinns på storskaliga kartor över området, medan det angränsande området i söder däremot kallas Gumsans näs.
När Per Henrik Solstrand 1988 skrev om ortnamnen i Föglö redovisar han holmen som Gumsans holmen med uttalsformerna gumsholmen eller gumsansholmen.  Uttalet gumsholmen kan vara påverkat av kartnamnet. Numera torde den vanligaste formen i tal vara gumsansholmen. 
När museibyrån på Åland sommaren 1994 satte upp en informationsskylt på platsen för avrättningen användes namnet Gumsansholmen utan att nämna det annorlunda kartnamnet.
Namnet Gumsansholmen är enligt Solstrand ”gott föglömål med innebörden gumsarnas holme”.

### Otryckta källor
- Ålands landskapsarkiv. Ålands domsaga, Ca:112, Dombok (1820–1822) (1820-05-31), s. opaginerad.